# Blason de São Paulo
 (juillet 2017).
Le blason de la ville de São Paulo est le symbole de São Paulo, municipalité de l'état de São Paulo, Brésil.

## Description
Le symbole est formé par un écu avec un bras tenant le drapeau de la Croix de Christ utilisé par les marins portugais qui symbolise la foi chrétienne. Sur elle, il y a une couronne de cinq tours visibles (8 au total), symbole de la capitale de l'état. Les côtés sont ornés de branches de café: le principal facteur de l'économie de São Paulo à l'époque.
La devise, Non Ducor Duco tiens à dire Je ne suis pas conduit, je conduis, et évalue l'indépendance des actions menées par la ville et son rôle de direction dans l'état et le pays.
Créé en 1916, pendant le gouvernement municipal de Washington Luís, le concours pour la choix du blason avait comme gagnant le dessin de Guilherme de Almeida et José Wasth Rodrigues.
L'utilisation du blason a été rétablie par la loi municipale no 3671, de 9 décembre 1947, après avoir été suspendu, ainsi que d'autres symboles de la municipalité et de l'état, par le gouvernement fédéral au cours de l'Estado Novo. La description du blason a été modifiée pour la première fois par la loi municipale no 8129, de 2 octobre 1974, qui a ajouté à la description de huit tours en ce qui concerne les quatre originaux, ainsi que de deux fenêtres.
Le blason de la ville de São Paulo, a été repensé et redessiné pour la correction d'un échec en termes de lois internationales d'héraldique, à la demande du maire, Jânio Quadros en 1986, et a été institué le 6 mars 1987. Depuis lors la définition du symbole n'a pas changé, seules les règles de son utilisation ont été complétés par des lois ultérieures. La loi actuellement en vigueur qui réglemente les symboles municipale est la loi 14472 de 2007.